# Казе Топа (Болоња)
Казе Топа (итал. Case Topa) је насеље у Италији у округу Болоња, региону Емилија-Ромања.
Према процени из 2011. у насељу је живело 28 становника. Насеље се налази на надморској висини од 89 м.